# てのひらに風の色
「てのひらに風の色」（てのひらにかぜのいろ）は、石川県の放送局のテレビ金沢（テレ金）のイメージソングで、井上あずみが歌唱している。1990年の開局時に製作された楽曲であるが、シングル曲としては発売されていない。

## 解説
- 作詞：山岡信夫
- 補作詞：岩谷時子
- 作曲・編曲：鈴木キサブロー
- 歌：井上あずみ

## 使用される番組など
いずれもテレ金の番組。
- 北國新聞ニュース - 番組後半の天気予報で楽器・アレンジ違いのインストルメンタルが使用されている。
- かなざわ散歩道（番組終了） - 番組のオープニング・エンディングでは歌詞入りの楽曲が使用されていた。

この他、テレ金の「オープニング」（ジャンクションあるいは工事明けの放送開始時）および「クロージング」（工事による終夜放送休止時）でも使用されている。前者は歌詞の1番目をそのまま使用、後者はインストルメンタルのアレンジ版を使用している。

## 補足
- 1990年のテレビ金沢開局以来CD化されなかったが、井上あずみのデビュー25周年の記念アルバム『Harmony』（2008年7月23日発売、ティームエンタテインメント）に初めて収録されることになった。
- Harmony - ティームエンタテインメント（CDNo：KDSD225）
- 歌唱した井上あずみはテレビ金沢のある石川県出身である。